# Les Temps Modernes
Les Temps Modernes (Tempi moderni) è una rivista politica, letteraria e filosofica francese, diretta fino al 2018 da Claude Lanzmann.

## Storia
Il comitato direttivo fu fondato nel 1944 ed era composto da Raymond Aron, Simone de Beauvoir, Michel Leiris, Maurice Merleau-Ponty, Albert Ollivier, Jean Paulhan e Jean-Paul Sartre. André Malraux e Albert Camus, per ragioni differenti, rifiutarono di parteciparvi.
Il primo numero (ottobre 1945) fu pubblicato da Gallimard, che stamperà la rivista fino a dicembre 1948. Da gennaio 1949 a settembre 1965 la rivista passò alle edizioni Julliard, quindi (da ottobre 1965 a marzo 1985) presso le Presses d'aujourd'hui per tornare alle edizioni Gallimard da aprile 1985.
Rappresentante del desiderio di "engagement", o impegno sociale, unito ai temi dell'esistenzialismo francese, la rivista, nel secondo dopoguerra, fu vicina al Partito Comunista Francese (PCF), cosa che portò Merleau-Ponty ad allontanarsi nel 1953 (anche Raymond Aron preferì sottrarsi quasi subito, preferendo scrivere su "Le Figaro").
Il suo momento di maggior lettura fu negli anni sessanta del XX secolo, quando aveva circa ventimila abbonati e appoggiò il FLN algerino.
Tra le sue firme più note ci sono state anche quelle di René Étiemble, David Rousset, Jean Genet, Raymond Queneau, Francis Ponge, Jacques-Laurent Bost e Nathalie Sarraute, ma vi apparvero anche opere e interventi di Richard Wright, Boris Vian, James Agee, Alberto Moravia, Carlo Levi e Samuel Beckett.
Nel 1996 festeggiò il cinquantenario con un dossier speciale (n. 587). Tra i numeri tematici recenti quelli sul femminismo (n. 593, 1997), sulla letteratura noir (n. 595, 1997), su Georges Bataille (n. 602, 1999), Claude Lévi-Strauss (n. 628, 2004), Frantz Fanon (n. 635, 2006), sull'eredità di Simone de Beauvoir (n. 647, 2008), su Franco Basaglia (n. 668, 2012) o su Jacques Derrida (n. 669, 2012).

## Comitato di redazione
A inizio 2013 il comitato di redazione è composto da Bernard Cuau, Roger Dadoun, Michel Deguy, Jean-François Louette, Michel Kail, Jean Khalfa, Jean Pouillon, Robert Redeker, J.C. Szurek e Emmanuel Wallon.